# Lololawa
Lololawa is een bestuurslaag in het regentschap Gunungsitoli van de provincie Noord-Sumatra, Indonesië. Lololawa telt 279 inwoners (volkstelling 2010).